# 도산 공화국

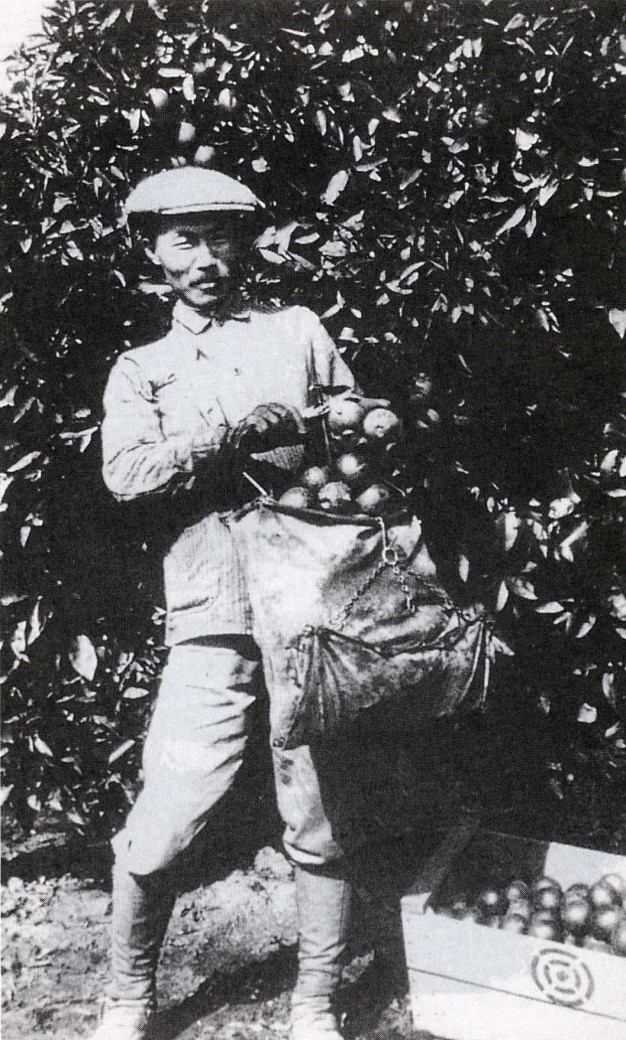
파차파 캠프에서 오렌지를 수확 중인 안창호

도산 광화국(Dosan’s Republic)이라고도 불리는 파차파 캠프(Pachappa Camp)는 1904년에 설립되었으며 미국에 설립된 최초의 주요 한인 정착지 중 하나이다.
이 곳은 한인 이민자이자 저명한 한국 독립 운동가인 도산 안창호에 의해 만들어졌다. 미국 캘리포니아주 리버사이드시내에 위치해 있다. 이 정착지는 1918년까지 활발했으며 성수기에는 거의 300명까지도 거주했다. 여러 역사가들과 리버사이드시는 파차파 캠프를 미국 최초의 한국인 정착지로 분류했지만, but this label is disputed by historian John Cha. 역사가 존 차(John Cha)는 이에 대해 이의를 제기했다.
2017년 3월 23일, 리버사이드시의회는 파차파 캠프를 '문화적 관심 지점'(Point of Cultural Interest)으로 지정했다.